# گمینا راچکی
گمینا راچکی (به لهستانی:  Gmina Raczki) یک گمینا در لهستان است که در شهرستان سوواوکی واقع شده‌است. گمینا راچکی ۱۴۲٫۲۵ کیلومتر مربع مساحت و ۶٬۱۳۷ نفر جمعیت دارد.